# Сера до Мар
Сера до Мар (на португалски: Serra do Mar, в буквален превод „планина до морето“) е общото название на планинска верига с дължина до 1500 km, в югоизточната част на Бразилското плато, в Бразилия, простираща се успоредно на брега на Атлантическия океан, от 22° ю.ш. на север (долното течение на река Параиба) до 30° ю.ш. на юг. Има средна надморска височина от 500 до 1300 m (от 1600 до 4300 фута). Планинската верига се състои от отделни, обособени масиви имащи индивидуални имена: Сера Жерал (1808 m), Сера до Мар (1889 m|, Сера де Бокайна, Сера де Паранапиакаба (1250 m), Сера Негра, Сера до Индайа, с връх Пико Майор де Фрибурго 2366 m (най-високата точка на цялата планинска верига).
Представлява издигнат край на кристалинния Атлантически щит, рязко спускащ се към Атлантическия океан, което предава на източните ѝ склонове вид на голям планински хребет. Възрастта на планината се оценява на около 60 милиона години, когато са се образували повечето възвишения. Геологически, принадлежи към масивна кристална платформа, която образува източния край на Южна Америка и тектонски е много стабилна.
Има богата и силно диверсифицирана екосистема, състояща се главно от буйна тропическа гора. Благодарение на урбанизацията и обезлесяването обаче по-голямата част от горите са унищожени. Вериги от национални и щатски паркове, екологични станции и биологични резервати защитават гората, но киселинен дъжд, замърсяване, бракониери, нелегални дървосекачи и горски пожари все още спомагат за активното унищожение, по-специално около градовете. Изчезнали са ценни видове растения и животни.